# Monanthes polyphylla
Monanthes polyphylla ist eine Pflanzenart aus der Gattung Monanthes in der Familie der Dickblattgewächse (Crassulaceae). Das Artepitheton polyphylla leitet sich von den griechischen Worten poly für ‚viel‘ sowie phyllus für ‚blättrig‘ ab.

## Beschreibung

### Vegetative Merkmale
Monanthes polyphylla ist eine ausdauernde, reich verzweigte Rosettenpflanze, die dichte Polster aus vielen fast gleich großen Rosetten bildet. Ihre niederliegenden, schlanken Triebe weisen einen Durchmesser von 1 bis 2 Millimetern auf. Die in der Seitenansicht halbkugelförmigen Rosetten erreichen Durchmesser von 6 bis 14 Millimetern. Die schmal verkehrt eiförmigen Laubblätter sind gerundet oder gestutzt. Die Blattspreite ist 3 bis 6 Millimeter lang, 1 bis 2 Millimeter breit und etwa 1 Millimeter dick. Ihre Oberfläche ist oft im unteren Teil mit einigen kurzen, drüsigen Haaren besetzt oder ist gänzlich drüsig-haarig. Zur Spitze hin ist sie dicht papillös.

### Blütenstände und Blüten

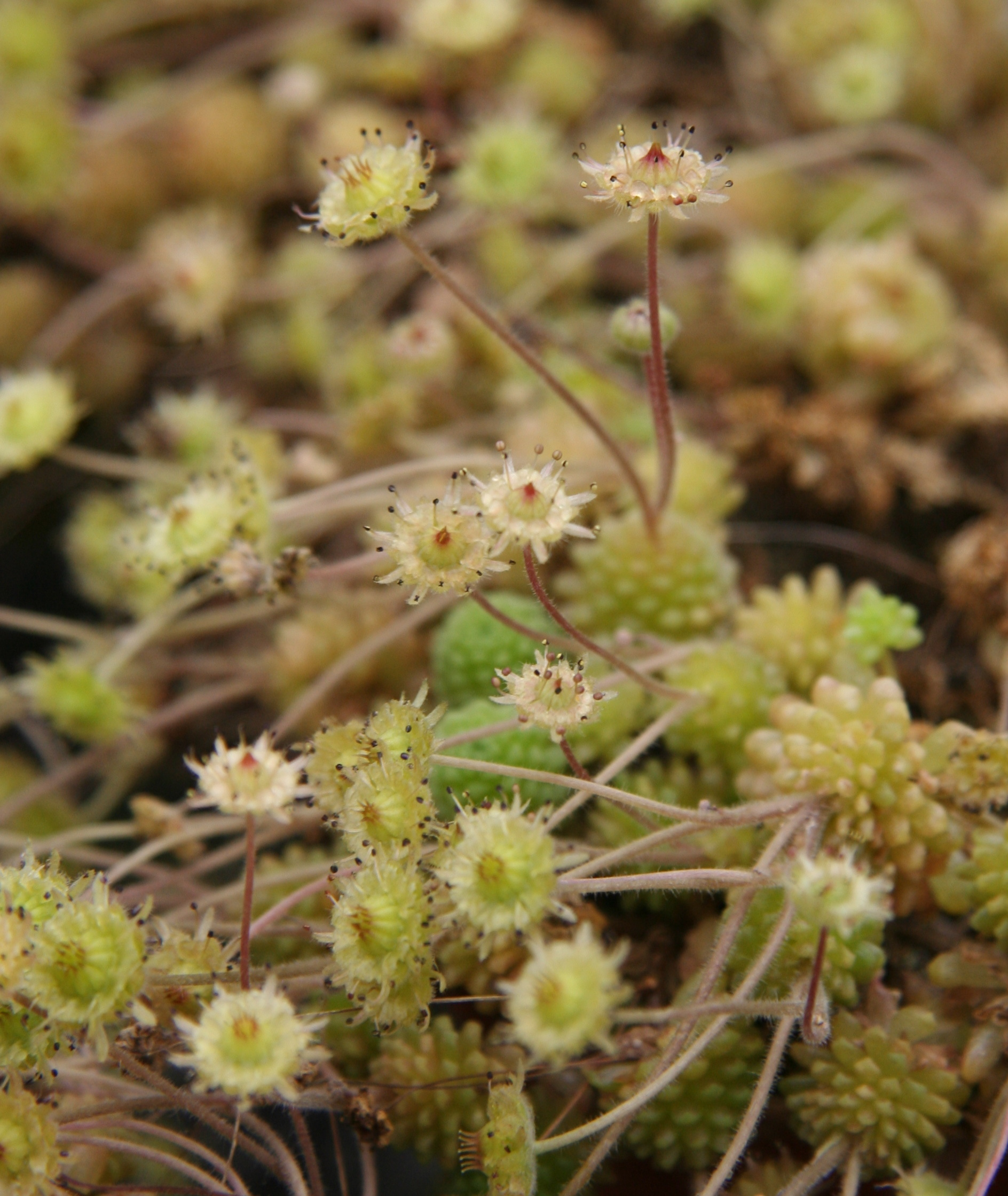
Blüten

Der endständige Blütenstand verzweigt von seiner Basis aus. Die sieben- bis neunzähligen Blüten besitzen einen Durchmesser von 4 bis 9 Millimetern. Sie stehen an drüsig-haarigen Blütenstielen, die eine Länge von 10 bis 20 Millimetern aufweisen. Ihre schmal länglichen, spitzen oder spitz zulaufenden Kronblätter sind 3,1 bis 4,2 Millimeter lang und 0,4 bis 0,6 Millimeter breit. Entlang der Ränder befinden sich drüsige Haare Die Nektarschüppchen besitzen eine Länge von 1,4 bis 2,3 Millimetern und sind 1,6 bis 2,5 Millimeter breit. Ihre Spreite ist fächerförmig, gestutzt oder verkehrt herzförmig, winzig gezähnelt und an der Basis verschmälert.

## Verbreitung und Systematik
Monanthes polyphylla ist auf den Kanarischen Inseln verbreitet. Monanthes polyphylla subsp. polyphylla wächst auf den Inseln Gran Canaria, Teneriffa und möglicherweise La Palma. Monanthes polyphylla subsp. amydros ist auf Gomera und möglicherweise La Palma verbreitet. 
Die Erstbeschreibung durch Adrian Hardy Haworth wurde 1821 veröffentlicht. Das Typusexemplar wurde von Francis Masson gesammelt und wird im Natural History Museum aufbewahrt.
Synonyme für Monanthes polyphylla Haw. sind Petrophyes polyphylla (Haw.) Webb & Bertholt (1841), Sempervivum polyphyllum (Haw.) Webb & Bertholt (1841, nom. illeg. ICBN-Artikel 53.1), Sempervivum monanthes Aiton (1789) und Monanthes monanthes (Aiton) Linding. (1926, nom. illeg. ICBN-Artikel 23.4).
Es werden folgende Unterarten unterschieden:
- Monanthes polyphylla Haw. subsp. polyphylla (Syn.: Sempervivum monanthes var. filicaule Kuntze)
- Monanthes polyphylla subsp. amydros R.Nyffeler

Monanthes polyphylla subsp. amydros

Die Unterschiede zu Monanthes polyphylla var. polyphylla sind: Die Unterart bildet kompaktere Polster. Die 2 bis 3 Millimeter im Durchmesser messenden Triebe sind niederliegend und nur selten aufsteigend. Die in der Seitenansicht zylindrischen Rosetten weisen einen Durchmesser von 8 bis 14 Millimeter auf. Die verkehrt eiförmigen, gerundeten oder spitzen Laubblätter sind 4 bis 7 Millimeter lang, 2 bis 4 Millimeter breit und etwa 2 Millimeter dick.
Die Erstbeschreibung der Unterart Monanthes polyphylla subsp. amydros R.Nyffeler erfolgte 1992 durch Reto Nyffeler. Ein Synonym ist Monanthes amydros Svent. (1960, nom. inval. ICBN-Artikel 37.1).

## Nachweise